# Zhang Gaoli
Zhang Gaoli, chino simplificado: 张高丽, chino tradicional: 张高丽, pinyin: Zhang Gaoli, (Jinjiang, 1946) es un político chino, uno de los líderes del Partido Comunista de China (PCCh). 

## Biografía
Zhang nació en Jinjiang, Fujian, en noviembre de 1946. Se unió al PCCh en noviembre de 1973. Es economista de profesión, por la Universidad de Xiamen, donde estudió desde 1965 hasta 1970.

### Vida política
Entre 1997 y 2002 ocupó cargos importantes de liderazgo en la zona económica especial de Shenzhen y el gobierno provincial de Cantón, y fue clave en el desarrollo económico de la región. de 2002 a 2003 fue gobernador de la provincia de Shandong.
Fue secretario del Comité del PCCh en Tianjin hasta noviembre de 2012 y fue secretario del Partido en la expansión económica de la provincia de Shandong, hasta marzo de 2007.
Fue primer Vicepremier de la República Popular China y miembro del 18° Buró Político y del Comité Permanente del Buró Político del Comité Central del Partido Comunista de China en el periodo de 2012 a 2017.

## Controversias
El 2 de noviembre de 2021, la tenista Shuai Peng lo acusó de violación. El mensaje en la red social Weibo mediante el cual realizó la denuncia desapareció 34 minutos después de ser publicado. Durante días no se tuvieron noticias del paradero de la tenista y su desaparición durante casi dos semanas desató un escándalo internacional.
The New York Times informó que esta era la primera vez que un miembro de las altas esferas del PCCh enfrentaba acusaciones de violencia sexual. El 1 de diciembre la Women's Tennis Association dijo que no organizaría torneos en China tras un mes de intentos infructuosos de comunicarse con Peng.